# 威利斯冰川
威利斯冰川（英語：Willis Glacier），是南極洲的冰川，位於維多利亞地的斯科特海岸，處於聖約翰斯山脈地區，發源自什斯特峰，流經哈克山西部，最終注入德貝納姆冰川，由威靈頓維多利亞大學命名，現時由南極條約體系管理。